# Абдуллах бін Абдул Кадір Мунші
Абдуллах бін Абдул Кадір Мунші (Abdullah bin Abdul Kadir Munshi; 1796, Малакка, Малайзія — 1854, м. Джидда, Мекка, Саудівська Аравія) — письменник, мислитель, просвітитель, перекладач. Відомий також під скороченим ім'ям Абдуллах Мунші (Абдуллах учитель). Шанується в Малайзії як батько сучасної малайської літератури.
Син торговця. За походженням наполовину араб і наполовину таміл. Був секретарем Томаса Стемфорда Раффлза, викладав малайською мовою християнським місіонерам і індійським сипаям, допомагав англійським ученим, які працювали над описом Малайї.
Перший публікатор короткої версії «Малайських родоводів» (1840 рік), перекладач малайською мовою тамільської «Панчатантри».